# Mundão
Mundão é uma povoação portuguesa sede da Freguesia de Mundão do Município de Viseu, freguesia com 15,79 km² de área e 2410 habitantes (censo de 2021), tendo, por isso, uma densidade populacional de 152,6 hab./km².

## História
O nome provém, como a maioria das localidades portuguesas do latim. Pensa-se que poderá vir de «montanus», que significa habitante da montanha/monte, por se localizar num local alto e com uma boa visibilidade sobre a cidade de Viseu. Evoluiu, no século XVII para «Mondam ou Mondao», como se pode ainda ler no cruzeiro que precede a chegada à Igreja matriz, no centro da localidade. Neste cruzeiro, localizado no largo de Góis, pode ler-se: «Este cruzeiro mandarao fazer 14 devotos do lugar de Mondao a sua custa pelas almas Padre N AUE M. 1746». 
Esta evolução permite pensar que a origem da palavra também possa provir de «mondador» ou «mondadeira», deixando antever que se tratava de uma terra fértil e de cultivo, talvez parte de um feudo, na idade média, propriedade de algum Senhor Feudal ou Nobre (a arte de mondar consiste em retirar as ervas daninhas, de modo a permitir que a «boa semente» cresça e se desenvolva, de modo a produzir fruto) ou ainda estar ligado às caraterísticas geológicas do território, pela abundância de «mondina», substância pétrea normalmente associada às minas de estanho. Não havendo consenso sobre a real origem da palavra, também não há dados sobre a sua história mais antiga. Em vários livros da história da região, há referências aos «Cavaleiros de Mundão», o que deixa antever a possibilidade de ter sido um local frequentado por nobres.
Mundão encontra-se documentado desde o ano de 1258, aquando das Inquirições de D. Afonso III – «Martinus Pelagii quondem judex de Viseo juratos et interrogatus dixit, quod in Mondon habet rex unam cabalariam et habetunam facariam de julgata…». Sem se saber ao certo qual a significação a atribuir a este topónimo, a voz do povo prevaleceu conservando-se a forma por eles utilizada – Mundão.
Na idade média foi atribuída Carta de Foral a Nespereira de Mundão, uma das atuais povoações da freguesia, mas à altura povoação independente de Mundão. O título de concelho foi-lhe atribuído durante o reinado de D. Manuel I, em 1514 porém, os documentos posteriores não referem a sua existência como unidade municipal autónoma. No século XVIII, em algumas cartas régias, é apenas considerado reguengo. Provavelmente foi extinto no século XVII tendo, no entanto, permanecido como terra reguenga.
A criação efetiva da freguesia deu-se no ano de 1510 e tornou-se paróquia, já titular de Nossa Senhora da Conceição, dois anos mais tarde, em 1512. Com o decreto de 6 de novembro de 1836, que definiu a circunscrição do Concelho de Viseu, Mundão passou a freguesia administrativamente autónoma.
Mundão tem também alguns monumentos dignos de referência: a existência de vestígios de uma anta, situada perto do atual estádio de futebol, deixando perceber que já na pré-história terá sido habitado pelos seres humanos e ainda vestígios da existência, no tempo dos romanos, de uma estrada, que ligaria Visonius (Viseu) à cidade de Roma (para onde confluíam e de onde partiam todas as vias, como é do conhecimento geral, nessa altura).
O seu brasão de armas é constituído por um escudo azul, banda de prata de cinco ordens, empedrada, lavrada de negro, acompanhada de flor-de-lis de ouro à dextra e coroa real antiga, aberta, de ouro, à sinistra. Coroa mural de prata de três torres. Listel branco com a legenda a negro em maiúsculas : “ MUNDÃO - VISEU “.

## Demografia
A população registada nos censos foi:
| Distribuição da População por Grupos Etários | Distribuição da População por Grupos Etários | Distribuição da População por Grupos Etários | Distribuição da População por Grupos Etários | Distribuição da População por Grupos Etários |
| -------------------------------------------- | -------------------------------------------- | -------------------------------------------- | -------------------------------------------- | -------------------------------------------- |
| Ano                                          | 0-14 Anos                                    | 15-24 Anos                                   | 25-64 Anos                                   | > 65 Anos                                    |
| 2001                                         | 305                                          | 270                                          | 925                                          | 203                                          |
| 2011                                         | 531                                          | 215                                          | 1346                                         | 293                                          |
| 2021                                         | 403                                          | 324                                          | 1313                                         | 370                                          |

## Povoações
Além da sede a Freguesia de Mundão engloba as seguintes povoações:
- Britamontes
- Catavejo
- Póvoa de Mundão
- Casal de Mundão
- Nespereira de Mundão

## Património
- Igreja de Mundão
- Capela de Britamontes
- Capela da Póvoa de Mundão
- Capela do Casal de Mundão

## Orago
- Nossa Senhora da Conceição - Festa a 8 de dezembro.
- Padroeiro secundário: Santo António de Lisboa - Festa a 13 de junho

## Política

### Eleições autárquicas (Junta de Freguesia)
| Partido | 1976 | 1976 | 1979 | 1979 | 1982 | 1982 | 1985 | 1985 | 1989 | 1989 | 1993 | 1993 | 1997 | 1997 | 2001 | 2001 | 2005 | 2005 | 2009 | 2009 | 2013 | 2013 |
| Partido | %    | M    | %    | M    | %    | M    | %    | M    | %    | M    | %    | M    | %    | M    | %    | M    | %    | M    | %    | M    | %    | M    |
| ------- | ---- | ---- | ---- | ---- | ---- | ---- | ---- | ---- | ---- | ---- | ---- | ---- | ---- | ---- | ---- | ---- | ---- | ---- | ---- | ---- | ---- | ---- |
| CDS-PP  | 46,5 | 4    | 49,0 | 5    | 52,4 | 5    | 41,5 | 3    | 21,9 | 2    | 11,7 | 1    | 9,4  | 1    |      |      |      |      |      |      | 7,0  | -    |
| PPD/PSD | 31,6 | 2    | 22,5 | 2    | 36,1 | 4    | 34,8 | 3    | 31,9 | 2    | 40,6 | 4    | 50,3 | 5    | 44,5 | 4    | 42,1 | 4    | 59,8 | 6    | 44,3 | 5    |
| PS      | 16,5 | 1    | 13,0 | 1    |      |      | 15,3 | 1    | 27,4 | 2    | 40,4 | 4    | 32,1 | 3    | 51,5 | 5    | 30,5 | 3    | 34,7 | 3    | 31,9 | 3    |
| APU/CDU |      |      | 13,0 | 1    | 5,2  | -    | 3,1  | -    |      |      | 5,0  | -    | 3,2  | -    |      |      | 4,3  | -    | 2,7  | -    | 9,4  | 1    |
| PRD     |      |      |      |      |      |      |      |      | 16,7 | 1    |      |      |      |      |      |      |      |      |      |      |      |      |
| IND     |      |      |      |      |      |      |      |      |      |      |      |      |      |      |      |      | 20,5 | 2    |      |      |      |      |